# Zelenáč (film)
Zelenáč (v anglickém originále The Rookie) je americký akční filmový thriller s policejní tematikou z roku 1990, který režíroval Clint Eastwood. Scénář napsali Boaz Yakin a Scott Spiegel, snímek produkovali Howard G. Kazanjian, Steven Siebert a David Valdes. Ve filmu hrají Eastwood, Charlie Sheen, Raul Julia, Sônia Braga, Lara Flynn Boyle a Tom Skerritt. Eastwood hraje policejního veterána, který se spojí s mladším detektivem v podání Sheena, jejichž záměrem je po několikaměsíčním vyšetřování krádeží exotických aut dopadnout německého zločineckého bosse v centru Los Angeles.
Film s rozpočtem 30 milionů dolarů měl premiéru ve Spojených státech a Kanadě 7. prosince 1990, celkové tržby činily 21,6 milionu dolarů. Film byl zastíněn úspěchem snímku Sám doma, který měl premiéru o tři týdny dříve a nakonec se dostal mezi 100 komerčně nejúspěšnějších filmů všech dob. Zelenáč byl finančním zklamáním a dočkal se vesměs nevalných recenzí. Kritici jej považovali za šablonovitý a povrchní a zpochybňovali obsazení Portoričana Juliy a Brazilky Bragy do rolí Němců; kontroverzi vyvolala i scéna, v níž byl Eastwood znásilněn Bragou. Kaskadérské kousky a speciální efekty se však setkaly s chválou.

## Děj
Veterán detektiv LAPD Nick Pulovski a jeho partner Powell se snaží zadržet zločince kradoucí luxusní auta, ale během přestřelky Powell umírá. Nick pronásleduje uprchlíky, ale gang přívěs s Nickem odpojí a případ se stává vraždou, čímž je Nickovi zakázáno pokračovat v pátrání. Je mu přidělen nový, nezkušený partner David Ackerman.
Nick a David ignorují příkazy a jdou po gangu. Sledují jejich šéfa Stroma, Nick se ho snaží zastrašit a následně získávají informace od informátora Felixe. Nick vydírá Stromova komplice Moralese, který se pokusí umístit štěnici v Stromově bytě, ale je zavražděn. Gang mezitím přepadne kasino. Nick a David tam na ně čekají, ale během akce je Nick zajat a David postřelen – přežije díky neprůstřelné vestě. Policie odmítá platit výkupné a Nick je považován za mrtvého.
David se rozhodne jednat sám. V baru brutálně vyhrožuje zákazníkům, pak se snaží najít Felixe, ale přichází pozdě – ten je zabit nájemným vrahem Locem, který napadne i Davida. David požádá svého bohatého otce o peníze na výkupné, ale policie po něm jde. Po dramatickém útěku se vrací domů, kde nachází Loca, jak napadá jeho ženu. Ta nakonec Loca zastřelí.
Nick mezitím trpí v zajetí – je mučen a napaden Stromovou milenkou Liesl, ale podaří se mu získat zbraň a uprchnout. David mezitím zjistí, že Nick je v autogaráži a vydává se ho zachránit. Přijíždí včas, aby Nicka zachránil, a spolu utíkají v ukradeném autě těsně před výbuchem.
Dvojice sleduje Stromovu dodávku s výkupným až na letiště. David zabije Liesl, zatímco Nick pronásleduje Stroma. Po přestřelce jsou oba detektivové zraněni, ale Nick nakonec Stroma zabije. O něco později je David uznán jako skutečný policista a Nick, nyní povýšený na poručíka, mu přiděluje vlastního „nováčka“.